# ویندوز فاندامنتالز برای رایانه‌های قدیمی
ویندوز فاندامنتالز برای رایانه‌های قدیمی (به‌اختصار: WinFLP) نسخه‌ای سبک مبتنی بر تین کلاینت از سیستم‌عامل ویندوز NT است که توسط شرکت مایکروسافت توسعه یافته و برای اجرا روی سخت‌افزارهای قدیمی‌تر و کم‌توان‌تر بهینه‌سازی شده‌است. این نسخه در ۸ ژوئیهٔ ۲۰۰۶ منتشر شد؛ تقریباً دو سال پس از آن‌که نسخهٔ هم‌تراز آن، یعنی سرویس پک ۲ ویندوز XP، در اوت ۲۰۰۴ عرضه شد. هرچند از نظر عملکرد، توانایی انجام بیشتر وظایف رایج یک سیستم‌عامل کامل را دارد، اما به‌عنوان یک سیستم‌عامل عمومی و همه‌منظوره معرفی نشده‌است.
این نسخه تنها شامل برخی قابلیت‌های مشخص برای پردازش‌های محلی است؛ مانند امنیت، مدیریت سیستم، مشاهدهٔ اسناد و پشتیبانی از چارچوب دات‌نت این سیستم‌عامل برای استفاده در معماری کارخواه-کارساز طراحی شده‌است و با کارخواه‌های RDP یا نرم‌افزارهای شخص ثالثی مانند Citrix ICA سازگار است. پشتیبانی از ویندوز فاندامنتالز برای رایانه‌های قدیمی، در تاریخ ۸ آوریل ۲۰۱۴، هم‌زمان با بیشتر نسخه‌های دیگر ویندوز XP به پایان رسید.

## تاریخچه
ویندوز فاندامنتالز برای رایانه‌های قدیمی در ابتدا با نام رمز "ایگر" در ۱۲ مهٔ ۲۰۰۵ معرفی شد. در همان زمان، پروژه‌ای با عنوان "Mönch" نیز به‌عنوان ادامهٔ احتمالی این طرح معرفی شد. نام "ویندوز فاندامنتالز برای رایانه‌های قدیمی" نخستین‌بار در یک بیانیهٔ مطبوعاتی در سپتامبر ۲۰۰۵ ظاهر شد؛ زمانی که این محصول با عنوان "نام‌رمز پیشین: ایگر" معرفی گردید و به‌عنوان "مزیتی انحصاری برای مشتریان تضمین نرم‌افزار مایکروسافت (SA)" توصیف شد.
در گزارشی از شرکت گارتنر در آوریل ۲۰۰۶ آمده‌است که هدف اصلی ویندوز فاندامنتالز برای رایانه‌های قدیمی (WinFLP) این است که به کاربران رایانه‌های قدیمی امکان دهد نسخه‌های پشتیبانی‌نشدهٔ ویندوز مانند Windows NT Workstation 4، ویندوز ۹۵ و ویندوز ۹۸ را با نسخه‌ای پشتیبانی‌شده از ویندوز XP (یا در آینده، نسخه‌ای مبتنی بر ویندوز ویستا) جایگزین کنند. همچنین در این گزارش آمده‌است که از آنجا که WinFLP توانایی اجرای برخی برنامه‌ها به‌صورت محلی را دارد – از جمله اینترنت اکسپلورر، پخش‌کننده‌های رسانه، نرم‌افزارهای پیام‌رسان فوری، ماشین مجازی جاوا، شبیه‌سازهای ترمینال، کلاینت‌های ICA یا پروتکل Remote Desktop و مایکروسافت آفیس – از این‌رو، WinFLP را بهتر است «کلاینت سبک» (lean client) توصیف کرد تا یک «تین‌کلاینت» (thin client).
نسخهٔ نهایی (RTM) این سیستم‌عامل که در ۸ ژوئیهٔ ۲۰۰۶ منتشر شد، بر پایهٔ کد منبع سرویس پک ۲ ویندوز XP Embedded ساخته شده‌است. این نسخه در ۱۲ ژوئیهٔ همان سال به‌طور رسمی به رسانه‌ها معرفی شد. از آنجا که ویندوز فاندامنتالز برای رایانه‌های قدیمی بر پایهٔ XP Embedded است، بسته‌های خدماتی آن نیز جداگانه توسعه یافتند.
سرویس پک ۳ برای این سیستم‌عامل در ۷ اکتبر ۲۰۰۸ منتشر شد و مشابه سرویس پک ۳ ویندوز XP برای نسخه‌های ۳۲ بیتی بود. بسیاری از ویژگی‌های سرویس پک ۲ XP پیش از این در نسخهٔ RTM WinFLP گنجانده شده‌بود.
در مهٔ ۲۰۱۱، مایکروسافت ویندوز تین پی‌سی (Windows Thin PC) را به‌عنوان جانشین این سیستم‌عامل معرفی کرد.

## مشخصات فنی
مایکروسافت این سیستم‌عامل را برای ارائهٔ خدمات پایه روی سخت‌افزارهای قدیمی طراحی کرد؛ در حالی‌که همچنان قابلیت‌هایی نظیر دیوارآتش ویندوز، سیاست گروهی، به روز رسانی خودکار و سایر خدمات مدیریتی نسخه‌های جدیدتر ویندوز را فراهم می‌کند. با این حال، از سوی مایکروسافت به‌عنوان سیستم‌عامل همه‌منظوره معرفی نشده‌است.
این سیستم‌عامل مشتق‌شده از ویندوز XP Embedded است و منابع کمتری مصرف می‌کند. از شبکه‌سازی پایه، پشتیبانی از تجهیزات جانبی، دایرکت‌اکس، و امکان اجرای کارخواه‌های ریموت دسکتاپ از روی دیسک فشرده پشتیبانی می‌کند. همچنین، قابلیت اجرا روی دیسک سخت محلی یا ایستگاه کاری بدون دیسک را داراست.

## نیازمندی‌های سخت‌افزاری
با وجود بهینه‌سازی برای سخت‌افزارهای قدیمی، نیازمندی‌های سخت‌افزاری این سیستم‌عامل مشابه ویندوز XP است، با این تفاوت که در فرکانس‌های پایین‌تر عملکرد بهتری دارد.
| مولفه            | مقدار پیشنهادی                                      |
| ---------------- | --------------------------------------------------- |
| پردازنده (CPU)   | پنتیوم با فرکانس ۲۳۳ مگاهرتز (۳۰۰ مگاهرتز توصیه‌شده) |
| حافظه (Memory)   | ۶۴ مگابایت (۱۲۸ مگابایت توصیه‌شده)                   |
| سخت‌افزار گرافیکی | وضوح ۶۰۰×۸۰۰؛ نمایشگر رایانه                        |
| فضای دیسک سخت    | ۶۱۰ مگابایت (حداقل) – ۱ گیگابایت توصیه‌شده           |
| سخت‌افزار شبکه    | اختیاری                                             |

## محدودیت‌ها
ویندوز فاندامنتالز برای رایانه‌های قدیمی دارای مجموعهٔ محدودتری از قابلیت‌ها نسبت به ویندوز XP است؛ برای مثال، برنامه‌هایی نظیر پینت، اوت‌لوک اکسپرس و بازی‌هایی مانند سولیتر در آن گنجانده نشده‌اند. همچنین زبانهٔ «سازگاری» در ویژگی‌های پرونده‌های اجرایی وجود ندارد.
اینترنت اکسپلورر ۸ (و همچنین نسخهٔ ۷) قابل نصب هستند، اما برای عملکرد قابلیت تکمیل خودکار، نیاز به نصب وصلهٔ اصلاحی دارند.

## قابلیت دسترسی
این سیستم‌عامل فقط برای مشتریان تضمین نرم‌افزار مایکروسافت در دسترس بود و به‌عنوان گزینه‌ای کم‌هزینه برای ارتقاء رایانه‌هایی با نسخه‌های قدیمی ویندوز طراحی شده‌بود. از طریق خرده‌فروشی یا تولیدکننده تجهیزات اصلی قابل تهیه نبود.
در ۷ اکتبر ۲۰۰۸، سرویس پک ۳ برای این سیستم‌عامل و ویندوز Embedded مخصوص پایانه‌های فروش منتشر شد.
در ۱۸ آوریل ۲۰۱۳، این سرویس پک برای مدتی دوباره قابل دانلود شد، اما در سال ۲۰۱۴ حذف گردید و نسخهٔ پیشین آن مجدداً بارگذاری شد.
پس از معرفی Windows Thin PC، صفحات مربوط به WinFLP در وبگاه مایکروسافت به صفحات Windows Thin PC هدایت شدند؛ که نشان می‌دهد دیگر در دسترس نیست.
WinFLP از سیاست چرخه عمر پشتیبانی ویندوز XP پیروی می‌کرد و پشتیبانی آن در ۸ آوریل ۲۰۱۴ به پایان رسید.